# Exequiel Palacios
Exequiel Alejandro Palacios (ur. 5 października 1998 w Famaillá) – argentyński piłkarz, występujący na pozycji środkowego pomocnika w niemieckim klubie Bayer 04 Leverkusen oraz w reprezentacji Argentyny.

## Kariera klubowa
Palacios jest wychowankiem River Plate. Zadebiutował w lidze 8 listopada 2015 r. w meczu przeciwko Newell's Old Boys. W 2018 roku wraz ze swoim klubem triumfował w rozgrywkach Copa Libertadores. W swoim ostatnim sezonie w CA River Plate, zawodnik wystąpił w 14 spotkaniach, w których to zaliczył jednego gola oraz jedną asystę.
16 grudnia 2019, na stronie oficjalnej klubu Bayer Leverkusen pojawiła się informacja o pozyskaniu Exequiela Palaciosa za kwotę 25 milionów euro. Na mocy nowej umowy, piłkarz podpisał kontrakt, który ważny jest do 30 czerwca 2025, natomiast przejście do nowego zespołu będzie możliwe dopiero 1 stycznia 2020 roku.

## Kariera reprezentacyjna
Palacios w roku 2017 wystąpił w reprezentacji U-20 na Mistrzostwach Świata U-20. Argentyna odpadła jednak z turnieju już w fazie grupowej. 8 września 2018 r. zadebiutował w reprezentacji Argentyny w spotkaniu towarzyskim z reprezentacją Gwatemali.

## Sukcesy

### River Plate
- Puchar Argentyny: 2016/2017, 2018/2019
- Copa Libertadores: 2018
- Recopa Sudamericana: 2019

### Reprezentacyjne
- Mistrzostwo świata: 2022
- Copa América: 2021
- Superpuchar CONMEBOL–UEFA: 2022